# Tomasz Puczyński
Tomasz Puczyński (ur.: 11 czerwca 1968) – polski brydżysta, Mistrz Międzynarodowy.

## Wyniki brydżowe

### Zawody światowe
W światowych zawodach zdobył następujące lokaty:
| Mistrzostwa Świata. Konkurencja teamów | Mistrzostwa Świata. Konkurencja teamów | Mistrzostwa Świata. Konkurencja teamów  | Mistrzostwa Świata. Konkurencja teamów | Mistrzostwa Świata. Konkurencja teamów | Mistrzostwa Świata. Konkurencja teamów |
| Rok                                    | Miejsce                                | Zawody                                  | Kategoria                              | Drużyna                                | Pozycja                                |
| -------------------------------------- | -------------------------------------- | --------------------------------------- | -------------------------------------- | -------------------------------------- | -------------------------------------- |
| 1998                                   | Lille                                  | 10. Mistrzostwa Świata                  | Open                                   | Kowalski                               | 33                                     |
| 1997                                   | Hammamet                               | 33. Mistrzostwa Świata Teamów           | Trans                                  | Chmurski                               | 37                                     |
| 1996                                   | Rodos                                  | 1. Mistrzostwa Świata Teamów Mikstowych | Miksty                                 | Kowalski                               | 57                                     |

### Zawody europejskie
W europejskich zawodach zdobył następujące lokaty:
| Zawody europejskie. Konkurencja teamów | Zawody europejskie. Konkurencja teamów | Zawody europejskie. Konkurencja teamów    | Zawody europejskie. Konkurencja teamów | Zawody europejskie. Konkurencja teamów | Zawody europejskie. Konkurencja teamów |
| Rok                                    | Miejsce                                | Zawody                                    | Kategoria                              | Drużyna                                | Pozycja                                |
| -------------------------------------- | -------------------------------------- | ----------------------------------------- | -------------------------------------- | -------------------------------------- | -------------------------------------- |
| 1998                                   | Akwizgran                              | 5. Mistrzostwa Europy Mikstów             | Miksty                                 | Puczyński                              | 9                                      |
| 1992                                   | Paryż                                  | 13. Młodzieżowe Mistrzostwa Europy Teamów | Juniorzy                               | Poland                                 | 6                                      |
| 1990                                   | Neumünster                             | 12. Młodzieżowe Mistrzostwa Europy Teamów | Juniorzy                               | Poland                                 | 5                                      |
| 1988                                   | Płowdiw                                | 11. Młodzieżowe Mistrzostwa Europy Teamów | Juniorzy                               | Poland                                 | 6                                      |

| Zawody europejskie. Konkurencja par | Zawody europejskie. Konkurencja par | Zawody europejskie. Konkurencja par | Zawody europejskie. Konkurencja par | Zawody europejskie. Konkurencja par | Zawody europejskie. Konkurencja par |
| Rok                                 | Miejsce                             | Zawody                              | Kategoria                           | Partner                             | Pozycja                             |
| ----------------------------------- | ----------------------------------- | ----------------------------------- | ----------------------------------- | ----------------------------------- | ----------------------------------- |
| 1999                                | Warszawa                            | 10. Mistrzostwa Europy Par          | Seniorzy                            | Czesław Czyżkowski                  | 67                                  |
| 1997                                | Haga                                | 9. Mistrzostwa Europy Par           | Open                                | Andrzej Zakrzewski                  | 121                                 |
| 1993                                | Oberreifenberg                      | 2. Mistrzostwa Europy Par Juniorów  | Juniorzy                            | Mariusz Puczyński                   | 2                                   |
| 1993                                | Bielefeld                           | 7. Mistrzostwa Europy Par           | Open                                | Mariusz Puczyński                   | 46                                  |
| 1989                                | Salsomaggiore                       | 5. Mistrzostwa Europy Par           | Open                                | Mariusz Puczyński                   | 57                                  |